# Яланський Андрій Вікторович
Андрі́й Ві́кторович Яла́нський (жовтень 1959) — радянський, український живописець. Член Національної спілки художників України (1989). Заслужений художник України (1998). Народний художник України (24 серпня 2012).

## Із життєпису
Син графіка Віктора Яланського.
1977 року закінчив Київське художнє училище.
1978—1984 навчався в Київському державному художньому інституті (нині НАОМА — Національна академія образотворчого мистецтва і архітектури) навчально-творча майстерня В.Шаталіна.
В 1989—1991 навчався в Академічній майстерні Академії мистецтв СРСР у Києві (керівник Т.Голембієвська).
З 1984 року викладає на кафедрі живопису і композиції НАОМА. З 1999 року доцент. В 2004—2011 декан факультету образотворчого мистецтва. З 2011 проректор з навчально-педагогічної роботи.